# Orezzo
Orezzo [oˈrɛʦːo] (Orèsc [oˈɾɛʃ] o Orèss [oˈɾɛs] in dialetto bergamasco) è l'unica frazione del comune di Gazzaniga, in provincia di Bergamo.

## Geografia fisica

### Territorio

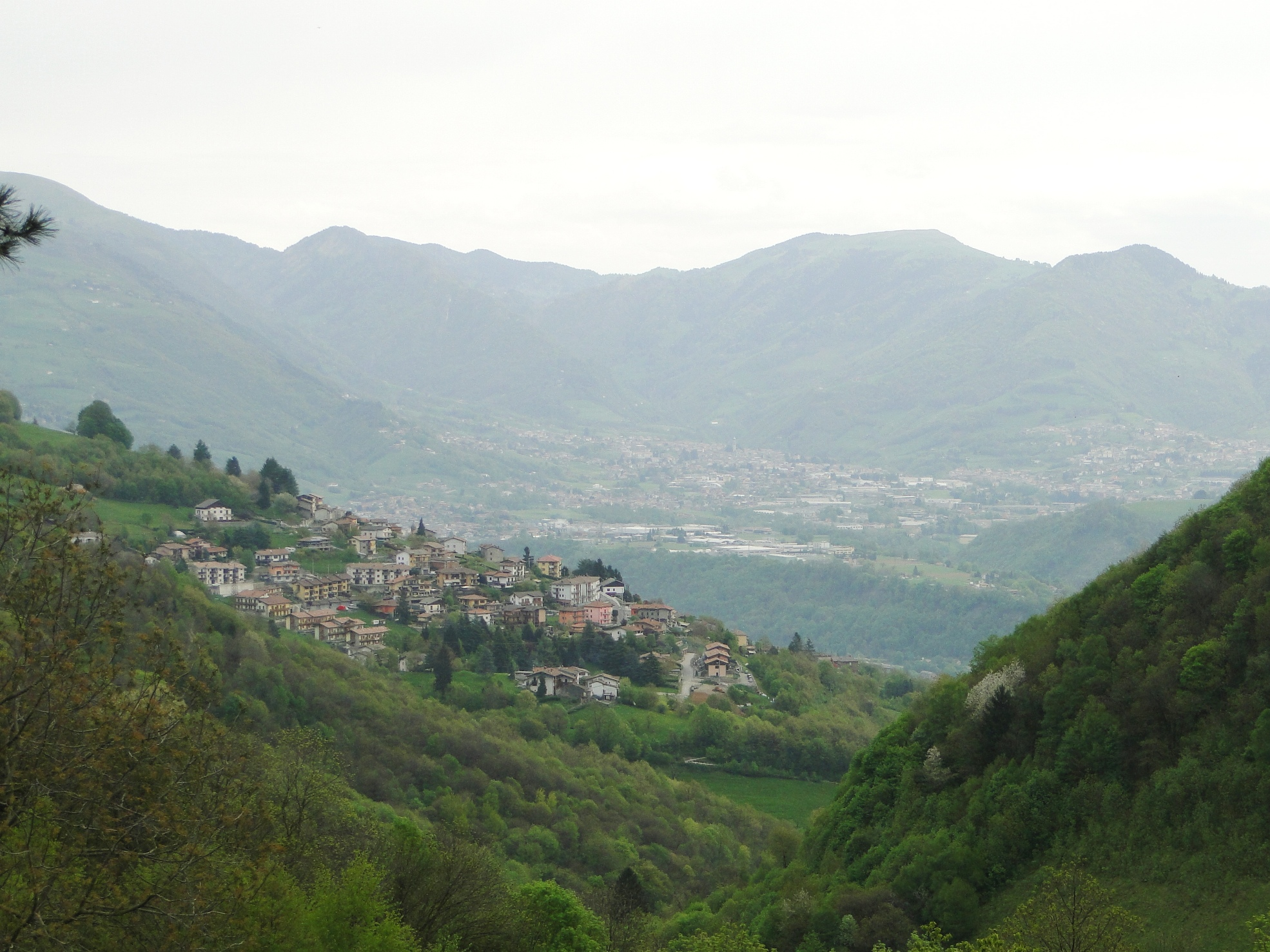
Vista di Orezzo con la Val Gandino sullo sfondo

Il borgo di Orezzo si trova ad un'altezza di circa 700 m s.l.m.,  sulle pendici del monte Cedrina, propaggine situata sul lato orografico destro della media val Seriana e che declina dal monte Poieto, in posizione panoramica sulla valle e sul capoluogo di Gazzaniga.
Confina a Nord con lo spartiacque orografico del monte Cedrina che lo divide dalla piccola Val del Gru e dalla val Vertova, a Sud con il capoluogo e la contrada Masserini, ad Ovest con il sottostante paese di Vertova, mentre ad Est con i boschi limitrofi a Ganda, frazione di Aviatico.
Il nucleo abitativo è costituito da numerose contrade, tra le quali Blessa, Ca Gherfessi, Catabione, dei Mafe, dei Bergamaschi, Dossello, Gromplà, Sottochiesa e Turresso.
La rete viaria è molto semplice ed è composta da una sola via d'accesso, la strada provinciale SP41 che proviene dal capoluogo di Gazzaniga, da cui dista circa quattro chilometri, e la unisce a Ganda, frazione di Aviatico posta cinque chilometri più a monte.
Vi sono inoltre numerosi sentieri e mulattiere che collegano tra loro le varie località che compongono la frazione nonché i borghi vicini.
Per ciò che concerne l'idrografia numerosi sono i piccoli corsi d'acqua che bagnano il territorio: per lo più si tratta di torrenti che si gonfiano solo in seguito ad abbondanti piogge e che raccolgono le acque in eccesso provenienti dai monti circostanti.

## Storia

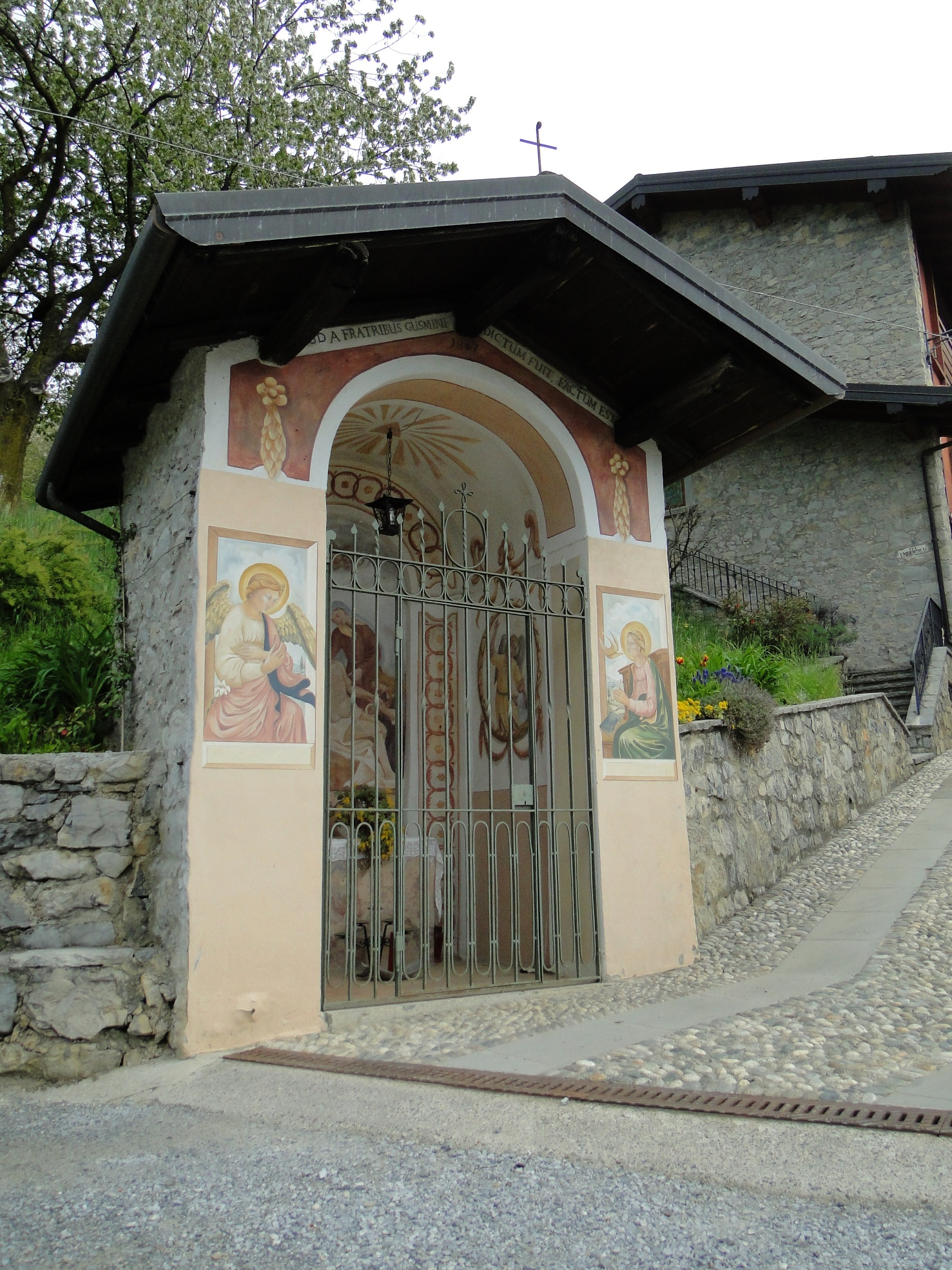
Tribulina votiva

I primi insediamenti dovrebbero essere riconducibili al VI secolo a.C., quando in quest'area si stabilirono gli Orobi, popolazione di origine ligure dedita alla pastorizia, a cui si aggiunsero ed integrarono, a partire dal V secolo a.C., le popolazioni di ceppo celtico, tra cui i Galli Cenomani.
Tuttavia il primo vero e proprio nucleo abitativo dovrebbe risalire al periodo tardo-romano, indicativamente a partire dal V secolo.
Anche l'etimologia è riconducibile al periodo latino. L'ipotesi più accreditata vorrebbe far derivare il nome del paese gentilizio Eburicius (o Epuritius), abbreviato poi in Uricius, da cui poi il nome attuale. 
Pochi riscontri pare avere la teoria, perorata da eruditi fino al XIX secolo, secondo la quale il nome derivava dal medesimo sostantivo italiano, stante ad indicare un luogo ombroso e ventilato.
Un'altra ipotesi alla quale viene dato poco credito è quella teorizzata da Dante Olivieri, che vorrebbe invece far derivare il nome dal latino ora ("margine"), come il comune altoatesino di Ora, con l'aggiunta del suffisso –ICUS, poi traslato. Totalmente privo di ogni fondamento è invece il pensiero che indica come origine aurum, come se nelle vicinanze vi fosse un giacimento d'oro.
Il borgo raggiunse un discreto sviluppo a partire dal tardo-medioevo (XIII secolo circa), epoca in cui venne incluso nella Confederazione de Honio, ovvero un'aggregazione amministrativa dei borghi della media valle Seriana, e che si poneva l'obiettivo di dare un maggiore peso politico ai piccoli centri rurali. Tuttavia nel 1263 il Consiglio Maggiore di Bergamo sciolse quest'unione ed Orezzo venne inglobato nel comune di Gazzaniga. Erano gli anni delle sanguinose lotte fratricide tra guelfi e ghibellini che, nonostante imperversassero nelle zone del fondovalle, non toccarono minimamente il borgo di Orezzo. Difatti il piccolo centro possedeva un'impronta fortemente rurale, con i suoi abitanti dediti all'agricoltura ed alla pastorizia, tanto da distinguersi per la fornitura della materia prima per la produzione del Panno grosso bergamasco.

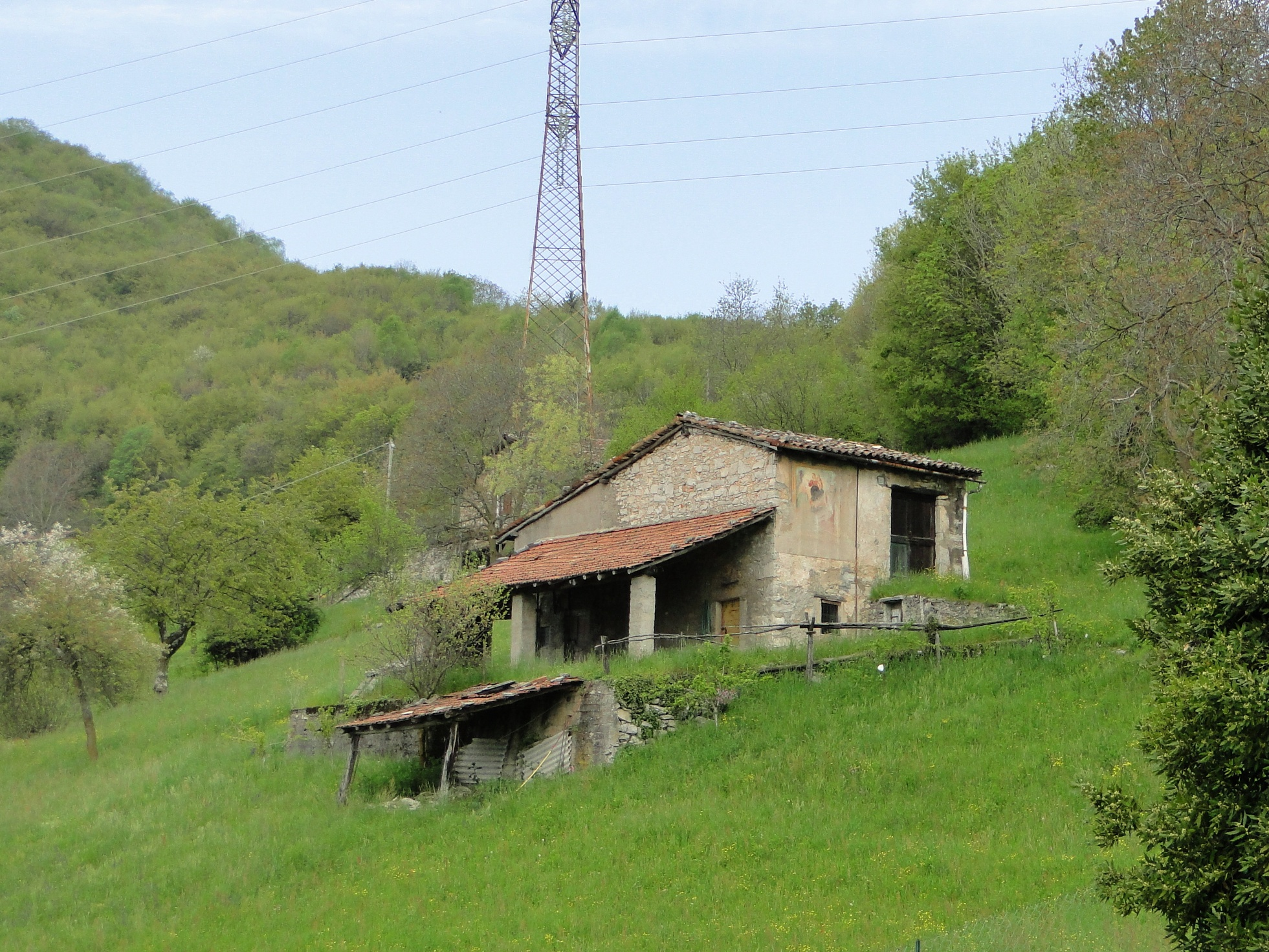
Uno dei numerosi rustici che caratterizzano i prati attorno alla frazione

Un altro aspetto che caratterizzò l'economia orezzese fu senza dubbio la presenza sulle pendici del monte Cedrina di un tipo di calcare di colore nero, utilizzato in ambito ornamentale.
Nei secoli seguenti, dopo il passaggio dell'intera zona alla repubblica di Venezia, avvenuta nel 1428, pochi furono gli spunti degni di nota che riguardarono il paese.
Non mancarono tuttavia gli eventi funesti: nel triennio tra il 1627 ed il 1629 una forte carestia mise a dura prova gli abitanti, a cui fece seguito la tremenda epidemia di peste di manzoniana memoria, che ebbe il suo apice nell'estate del 1630.
Nel 1746 le autorità della Serenissima accolsero la richiesta degli abitanti di Orezzo, donando al borgo l'indipendenza amministrativa. In quel periodo erano presenti nel paese circa 75 famiglie, dedite all'estrazione del marmo nero ed all'allevamento. Nell'anno 1776 gli abitanti vennero stimati in 260 unità, salite a 272 nel 1805.
A livello amministrativo, Orezzo rimase autonomo fino al 1797 quando, contestualmente al passaggio dalla Repubblica di Venezia alla napoleonica Repubblica Cisalpina, venne unito a Bondo, Barbata, Ganda in un comune che raggruppava quattro borghi montani, pur senza continuità territoriale tra loro.
Nella successiva riorganizzazione territoriale del 1805 Orezzo riacquisì la propria indipendenza, revocata tuttavia nel 1809 quando venne nuovamente aggregato a Gazzaniga, da cui si staccò nuovamente nel 1816, anno in cui la zona passò sotto la dominazione austriaca del Regno Lombardo-Veneto. In questi anni la popolazione crebbe, passando dai 299 registrati nel 1853 ai 321 del 1871, lievitando fino ai 365 del 1881, toccando poi quota 472 nel 1901 e 504 nel 1911. L'ultimo censimento ufficiale, svoltosi nel 1921, registrò 521 residenti nell'allora comune di Orezzo.
Tutto infatti restò immutato fino al 1927 quando il regime fascista, nell'ambito di una politica volta alla soppressione dei piccoli centri in favore di quelli più grandi, riportò definitivamente Orezzo nei confini di Gazzaniga.
L'anno successivo venne costruita una nuova strada, più agevole rispetto a quella esistente, che collegava la frazione con il capoluogo passando per la contrada Masserini.

## Luoghi d'interesse

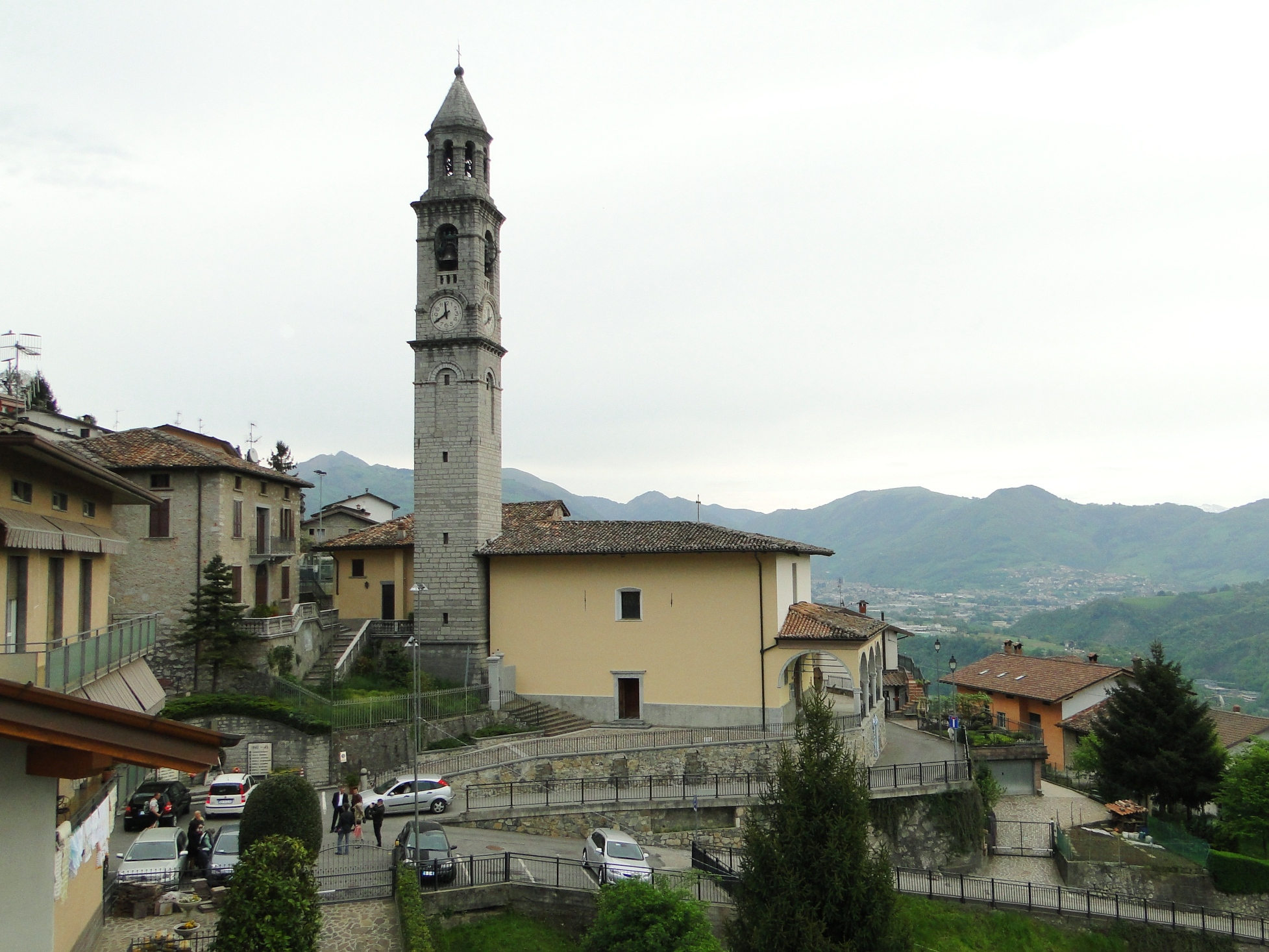
La chiesa parrocchiale della Santissima Trinità

L'edificio di maggior interesse presente sul territorio è la chiesa parrocchiale, dedicata alla Santissima Trinità. La prima struttura, dalle dimensioni modeste, venne edificata tra il 1585 ed il 1604, ma venne in seguito riedificata e ampliata, alla quale nel secondo decennio del XVII secolo venne aggiunto il campanile, poi innalzato verso la metà del XX secolo.
Elevata a rango di parrocchiale nel 1663 mediante decreto di san Gregorio Barbarigo, vescovo di Bergamo, al proprio interno custodisce opere di buon pregio, tra cui tele e dipinti, ma soprattutto un altare ed alcuni intarsi della Bottega di Bartolomeo Manni.
Interessanti sono anche i numerosi esempi di devozione popolare, testimoniati dagli affreschi su abitazioni e le cappellette disseminate sul territorio, unitamente ai cascinali e alle piccole contrade che rammentano l'estrazione rurale della frazione.
Numerose sono inoltre le opportunità per chi volesse passare un po' di tempo immerso nella natura, con molti sentieri che si snodano sulle pendici delle propaggini circostanti. Tra i principali vi è quello contrassegnato con segnavia del CAI numero 523 che si dirama dalla località Coldrè (posta a monte di Orezzo in direzione del monte Poieto), raggiunge le località di Osciöl e Dossello per poi discendere nel fondovalle tra Gazzaniga e Fiorano. A questo si interseca la traccia numero 524 che ha origine in località Osciöl e si sviluppa sul versante Nord del monte Cedrina, solcando prima la caratteristica e nascosta val del Gru, intersecando poi la val Gromalt e spingendosi infine fino alle pendici del monte Suchello.

## Sport, feste e tradizioni
Un'importante festa tradizionale si svolge il 17 gennaio, festa di sant'Antonio abate: nel paese si svolge una processione con relativa sagra agricola con esposizione degli attrezzi agricoli e vendita di prodotti tipici quali salumi, formaggi e vino.
Per ciò che riguarda il tempo libero sono presenti associazioni sportive che seguono la pratica di sci alpino, ciclismo e calcio.